# Cap Ortegal
El cap Ortegal és un cap situat a la costa nord de Galícia, al municipi de Cariño, a la província de la Corunya. Tanca la ria d'Ortigueira pel seu extrem occidental.
És un dels punts més septentrionals de la península Ibèrica només superat per la pròxima Estaca de Bares, situada uns quilòmetres a l'est. És considerat, a més, el límit occidental del golf de Biscaia.
Pel seu valor morfològic, geològic, ornitològic i, sobretot, paisatgístic, forma part del lloc d'importància comunitària Costa Àrtabra.